# تورغوت ألب (شخصية خيالية)
تورغوت ألب (بالتركية: Turgut Alp)‏ ، المعروف أيضًا باسم السيد تورغوت (بالتركية: Turgut Bey)‏ ، هو أحد شخصيات المسلسل التلفزيوني التركي قيامة أرطغرل والمؤسس عثمان . قام بدور تورغوت الممثل التركي جنكيز جوشكون (في قيامة أرطغرل والموسم السادس من المؤسس عثمان) و روزغار أكسوي (في المؤسس عثمان). الشخصية مستوحاة من أحد رفاق أرطغرل ، والد عثمان الأول .

## خلفية
وُلد تورغوت ابنًا لكونور ألب، لكنه سرعان ما تيتم بعد وفاة والديه في ظروف مجهولة. تم العثور عليه لاحقًا في الغابة من قبل السيد أرطغرل، مع اثنين من الأيتام الآخرين، بامسي بيريك ودوغان ألب. تم إحضاره إلى قبيلة كايي ونشأ وهو الابن بالتبني لسليمان شاه وهايماه خاتون، وأصبح إخوة بالدم مع بامسي ودوغان. كما وقع في حب أيكيز، ابنة الحداد كايي ديلي دمير ، عندما كان طفلاً.

### شخصية
يظهر تورغوت كمحارب شجاع من قبيلة كايي مستعد لفعل أي شيء من أجل نجاة السيد من أصعب الأوقات. موقع تي أر تي 1 يتحدث عن شخصيته؛ "تورغوت، محارب مخيف يحمل فأسًا، هو أحد أمهر رجال قبيلة كايي مع المحاربين. وعلى الرغم من أن ولائه يخضع للاختبار، إلا أنه يظل صديقًا مقربًا ومقربًا من أرطغرل". 

## قصة

### الموسم الأول
يظهر تورغوت ألب كأحد المحاربين الرئيسية في السيد أرطغرل ويستعد لحفل زفاف مع حبيبة طفولته أيكيز. بعد كمين نصبه فرسان المعبد ، الذين يسعون وراء أرطغرل، تم القبض عليه هو وشهزاد يغيت ، شقيق حليمة عاشقة أرطغرل، ونقلهما إلى قلعة فرسان المعبد. يتعرض "تورغوت" للتعذيب والتسميم ثم غسل دماغه بينما يحاول فرسان المعبد جعل "يغيت" زعيم السلاجقة بعد التلاعب به ليتبعهم. في هذه الأثناء، في قبيلة كايي، تحاول أيكيز إنقاذ تورغوت بمساعدة أرطغرل لكنهم يفشلون بسبب تعرض تورغوت لغسيل دماغ. بعد أن أسر أرطغرل على كاردينال توماس من فرسان الهيكل، أعاد فرسان الهيكل تورغوت إلى أرطغرل في المقابل. ومع ذلك، لا يزال تورغوت يتعرض لغسيل دماغ ويهاجم ويجرح أرطغرل ودوغان وبامسي، لكن الأخ غير الشقيق لأرطغرل، السيد غوندوغدو ينقذهم. بعد أن تم نقله إلى القبيلة وإعطائه السم بشكل مستمر لغسل دماغه من قبل خائن القبيلة السيد كوردوغلو ، تم سجن تورغوت لبعض الوقت لكنه يعود إلى رشده لاحقًا بسبب عشيقته أيكيز. حتى أنه أنقذ عائلة أرطغرل بعد أن نفاهم كوردوغلو. تم أيضًا قطع رأس كوردوغلو لاحقًا وتزوج تورغوت من أيكيز بموافقة والدها ديلي دمير. بمجرد حل جميع المشاكل، بما في ذلك وفاة زعيم فرسان الهيكل، ينتقل الكايي إلى أرضروم، تنفيذًا لوصية والد أرطغرل وكايا ألب وسليمان شاه.

### الموسم 2-3
بعد إجبار قبيلة كايي على اللجوء إلى قبيلة دودورغا بسبب الهجوم المغولي بقيادة نويان ، قُتلت أيكيز الحامل مما أدى إلى تدمير تورغوت. عندما يتم نفي "أرطغرل" بسبب تمرده، يظهر "تورغوت" وهو يغادر مع "السيد". بعد منع إعدام المخلص عبد الرحمن ألب، يشعر بالصدمة عندما يموت والد زوجته ديلي دمير . بعد عودة يغيت، يتم القبض على تورغوت من قبل نويان بينما يحاول يغيت أن يُظهر للمغول أنه يدعمهم وأنه يتمرد على السلطان . بعد سلسلة من الأحداث، بما في ذلك إنقاذ تورغوت، يترك تورغوت قبيلة كايي بسبب غضبه بعد أن منعه أرطغرل من قتل نويان. سمح له أرطغرل بالمغادرة، مما أدى إلى اكتشافه خيانة بوغاك، أحد أتباع دودورجا ، وقتله في النهاية قبل أن يتمكن من قتل غوندوز ، ابن أرطغرل. بعد مقتل يغيت في كمين بوغاتش، يواصل أرطغرل قيادة جزء من قبيلته إلى غرب الأناضول، منفصلًا عن أخيه الأكبر غوندوغدو. في الموسم الثالث، يعمل تورغوت كجاسوس لأرطغرل في السوق العامة. يظهر أن ماريا، أخت مالك السوق العام المخادع، تحب تورغوت، على الرغم من أنها عندما تكتشف أن تورغوت كان يخون شقيقها سيمون ، وهو مسؤول فرسان الهيكل ، تسعى للانتقام وتريد موته. نجح تورغوت في قتل ماريا بينما هزم أرطغرل سيمون، صاحب السوق العام، واحتل السوق.

### الموسم 4-5 والمؤسس عثمان
لأسباب سياسية، يطلب أرطغرل من تورغوت الزواج من أصليهان، ابنة السيد جاندار وسيد قبيلة تشافدار، الذي كان يحب أرطغرل بلا مقابل ، وأصبح السيد بعد وفاة شقيقها علي يار في الموسم الثالث. على الرغم من أن الزواج بدأ لأسباب سياسية، إلا أن تورغوت وأصليهان وقعا في حب بعضهما البعض فيما بعد. سعد الدين كوبيك ، الوزير السلجوقي الخائن، يقع في حب أصليهان، مما أدى إلى تسميم كوبيك لهما في ليلة زفافهما بسبب الغيرة، على الرغم من شفاءهما على يد السيد أرتوك . لاحقًا، بعد أن أصبحت نوايا كوبيك أكثر وضوحًا بعد وفاة السلطان، حاولت أصليهان قتله لكنها فشلت، فقتلت أصليهان بدلاً من ذلك، مما أدى إلى تدمير تورغوت الذي أقسم على كوبيك. بعد أن قطع أرطغرل رأس الكلب كوبيك، وبالتالي انتقم لأصليهان وهزم نويان العائد، انتقلت قبيلة كاي إلى سوغوت . في الموسم الخامس، ينقذ عثمان ، ابن أرطغرل، فتاتين ووالدهما الذين كانوا يفرون من القائد البيزنطي المشين دراغوس . يظهر أن الفتاة الكبرى لديها مشاعر رومانسية تجاه تورغوت، على الرغم من أن هذا لا يزال بلا مقابل. لاحقًا، يُكلف "أرطغرل" تورغوت وحليفه الجديد "مرغان" بالبحث عن صندوق يحتفظ به المغول. بعد أن تنكر تورغوت في هيئة "جاسوس مغولي في الأتراك"، نجح هو وميرغن في الاستيلاء على الصندوق. في هذه الأثناء، قبض بيبولات ، وهو قاتل سلجوقي يعمل مع المغول للقضاء على قبائل أوغوز المتمردة، على أرطغرل في كمين بينما كاد أن يقتل تورغوت بطعنه. ينجو كلاهما، ويُقتل بيبولات ودراغوس، وتنتهي السلسلة بتوجه تورغوت وأرطغرل للحرب. تم ذكر تورغوت مرة أخرى في المسلسل التكميلي، المؤسس عثمان ، مرة واحدة بواسطة سالجان خاتون أثناء محادثة مع عثمان في الموسم الأول ، ومرة أخرى عندما يتذكره أرطغرل في لحظاته الأخيرة في الموسم الثاني . يظهر تورغوت ألب آخر  في الموسم الثالث ولم يتم ذكر مكان وجود تورغوت الأصلي.

## المواقف
بعد هجرة أرطغرل إلى الحدود الغربية، عين تورغوت لقب ألباشي ، ويعني حرفيًا "رئيس المحاربين". أعطى هذا لتورغوت السيطرة على جميع المحاربين في قبيلته، على الرغم من أن منصبه أُعطي لبامسي عندما أصبح سيد قبيلة تشافدار بعد زواجه من أصليهان خاتون.

## استقبال
لقد تم استقبال قيامة أرطغرل بشكل جيد في باكستان. الممثل الذي يجسد دور تورغوت ألب، جنكيز جوشكون ، وقع عقدًا مع شقيقة الممثل الباكستاني حمزة علي عباسي ، ماركة فضيلة عباسي.    على أنستغرام، قالت فضيلة عباسي إن هذا كان "إطلاق أول خط حصري للعناية بالبشرة للرجال في باكستان والخليج" مع كوشكون كوجه للعلامة التجارية.  وقد تم انتقاد هذا من قبل بعض الأشخاص الذين يعتقدون أن الفنانين المحليين في باكستان يستحقون أن يكونوا وجه هذه العلامات التجارية.  جنكيز جوشكون و نور الدين سونمز ، الذي يلعب دور بامسي ألب، وقعوا أيضًا اتفاقيات تأييد مع إحدى العلامات التجارية الباكستانية الرائدة جنيد جمشيد جي.  كما تمنى كل من جنكيز جوشكون وجولسيم علي لباكستان عيد استقلال سعيد. 
تمت دعوة جنكيز جوشكون إلى برنامج حواري تلفزيوني باكستاني للحديث عن شعبية أرطغرل غير المتوقعة في البلاد.  وفي البرنامج الحواري تمت دعوة لاعب الكريكيت الباكستاني شهيد أفريدي أيضًا، مما أدى إلى محادثة ودية بين لاعب الكريكيت ونجم قيامة أرطغرل .   قال أفريدي: “كان بعض أصدقائي يدفعونني لمشاهدة هذه الدراما. عندما أخبروني أنه يحتوي على 500 حلقة، قلت: هل أنت مجنون؟ كان جدول أعمالي مزدحماً للغاية. لكن بمجرد أن ذهبت إلى بنجلاديش لحضور المباريات، بدأت مشاهدته، وكان ذلك منذ عام ونصف. لقد أحببت الدراما كثيرًا، وأنهيتها في 40 يومًا فقط”.  أعرب جوشكون أيضًا عن رغبته في زيارة البلاد بمجرد انتهاء جائحة فيروس كورونا .  وقال الممثل أيضًا إنه تلقى عروض زواج على إنستغرام من العديد من النساء الباكستانيات في المقابلة،  مازحًا أنه "لا يستطيع الزواج من الجميع".  على الرغم من رغبات العديد من المعجبين، ولن يظهر جنكيز جوشكون في السلسلة التكميلية، المؤسس عثمان ، كما أكد الممثل نفسه في مقابلة مع أخبار آري .   من غير المعروف ما إذا كانت الشخصية ستستمر في إعادة صياغة السلسلة.
في عام 2017، فاز جوشكون أيضًا بجائزة الشباب التركي في فئة أفضل ممثل مساعد في مسلسل تلفزيوني .  

## في وسائل الإعلام الأخرى
في المسلسل التلفزيوني التركي المؤسس: 1299 (1988)، قام بدور تورغوت ألب الممثل التركي زكاي مفتو أوغلو [الإنجليزية] .

## أنظر أيضا
- قائمة شخصيات قيامة أرطغرل
- قائمة شخصيات المؤسس عثمان